# Copris integer
Copris integer là một loài bọ cánh cứng trong họ Bọ hung (Scarabaeidae).